# Paolo Paci (cestista)
Paolo Paci (Chivasso, 5 luglio 1990) è un cestista italiano.

## Palmarès
- Serie B: 1

Siena: 2014-15
- Coppa Italia LNP: 1

Omegna 2011-12